# 日本的档案分享
日本的文件共享领域以其规模和复杂性闻名。 
2010年，日本唱片业协会 的一项研究指出，在当时非法下载（自 2010 年起已被法律明确禁止）与合法下载的比例达到 10:1。  
2012年，日本通过一项法律，对下载盗版音乐或电影的个人予以处罚。 
2020年，国会再度通过一项法律，进一步扩大处罚范围，涵盖漫画、学术文本和杂志的下载行为，同时禁止向用户提供用于下载盗版材料种子文件的“水蛭网站”（此类网站提供超链接用于下载盗版内容），也禁止在匿名留言板粘贴非法网站的超链接，以及禁止提供用于类似目的的 “leech apps”。在实施时间方面，扩大处罚的部分自 2021 年 1 月 1 日起正式施行，而对水蛭网站和相关 APP 的监管则从 2021 年 10 月 1 日起生效。新立法特别豁免了 “轻微犯罪” 和 “特殊情况”。例如，屏幕截图、模仿和衍生作品中的无意情况，以及像从几十页的漫画书中仅下载几帧，或从包含数百页的小说中仅下载几页等小情况，由于担心与言论自由权冲突，并未被归类为非法。
对于经营或建立水蛭网站的行为，处罚措施为最高可判处 5 年监禁或最高 500 万日元罚款。需要注意的是，该法律主要针对下载到设备的内容，在直播此类内容方面可能存在监管漏洞。。 
与多数其他国家不同，在日本，共享受版权保护内容的文件不仅属于民事犯罪，更是刑事犯罪。其中，上传盗版内容最高可判处十年监禁，下载盗版内容最高可判处两年监禁。 同时，日本的互联网服务提供商在打击盗版文件共享方面有着较高水平的合作。 这或许是Winny 、 Perfect Dark和Share等匿名网络被认为比Bittorrent 、 WinMX 、 Gnutella (Cabos) 和 OpenNap (Utatane) 等公共网络更受欢迎的原因之一。

## 历史

### 2000年
Kevin Hearn和 Frontcode Technologies发布了WinMX ，这是首批为日文字符提供Unicode支持的点对点文件共享客户端之一。

### 2002年
日本唱片工业协会发布了第一份关于文件共享的报告。 84%使用过文件共享软件的人报告说使用WinMX主要是为了共享J-pop的mp3 。 这些人中大约有一半以前使用过Napster ，但它的使用率正在下降。东京大学的Isamu Kaneko发布了日本第一个文件共享客户端Winny ，它基于Freenet的匿名 P2P 、分布式数据存储和节点模型。

### 2003年
“#Rufu”发布了Utatane，这是一个用于连接到 OpenNap 网络的日本客户端。 8 月 8 日，Antinny病毒首次被报道。 Winny的用户在不知不觉中将其安装在自己的电脑上，然后病毒利用Winny将用户的个人信息上传到网络中。

### 2004年
5月10日，Isamu Kaneko因涉嫌通过在2channel上关于Winny的帖子鼓励侵犯版权而被捕。 Fairu Souko (ファイル仓库 File warehouse) 发布Share ，基于 Winny，但更容易找到文件。 Cabos 也发布了，这是一个用于连接到Gnutella网络的日本客户端。

### 2005年
2 月 14 日， Chad Hurley 、 Steve Chen和Jawed Karim发现了在日本和世界各地流行的美国视频共享网站YouTube 。 Nyaa Torrents网站上线，提供日本动漫和其他东亚文件的种子链接。

### 2006年
Kaicho（会长，协会主席）发布了Perfect Dark ，这是 Winny/Share 系列的进一步发展。京都法院认定金子有罪，并要求他支付 150 万日元的罚款。他在同一天提出上诉。 12 月 12 日，Nobuo Kawakami 创立了日本视频共享网站Niconico ，最初严重依赖YouTube内容。

### 2007年
在 RIAJ 调查中，日本用户首次表示Winny和Limewire比WinMX更受欢迎。  RIAJ 的节点数显示Winny有 264,000 人连接，其次是Share with 201,000。 今年 3 月，Retina 公司发布了 Sharebot，该程序旨在检测正在上传文件的 Share 用户的 IP 地址。开发人员通过发布 DiffusionProClone 作为回应，这是一个共享插件，旨在阻止所有 Sharebot 实例连接到用户的共享。

### 2008年
RIAJ 的节点数Share上升到209000个连接， Winny下降到 181 000。 美国的日语网站托管商 Fc2.com推出了类似于YouTube的视频共享服务。  Kazushi Hirata 因向 Winny 上传预发行电影而被捕，并被判处 2 年缓刑 3 年监禁。 

### 2009年
2009 年修订了版权法，特别指出上传受版权保护的材料将面临最高 10 年监禁的特别处罚。  10月8日，大阪高等法院判决金子无罪。检察官就判决向最高法院提出上诉。

### 2010年
2010 年修订了版权法，将下载受版权保护的材料定为刑事犯罪。 日本媒体报道了第一起男子因上传他录制的电视节目到Bittorrent而被捕的事件。  

### 2012年
加大了下载素材的刑事处罚力度。最高刑罚为 2 年有期徒刑和 200 万日元罚款。 

### 2013年
Palo Alto Networks 发布了一份报告，估计Bittorrent在日本消耗的带宽最多（6.5 万亿比特），其次是Perfect Dark （1.8 万亿）和Share （1.06 万亿）， Winny 、 Gnutella和WinMX紧随其后。  NHK报道称，有 24 人因将动漫上传到 Share 而被捕，2 人因上传到 Perfect Dark 而被捕，还有 1 人因上传到未命名的文件主机而被捕。  

### 2014年
日本计算机软件著作权协会报告称，自 2008 年以来，文件共享的总体使用率显着下降， Share仍然是最受欢迎的文件共享程序，拥有 44,000 个节点，其次是Perfect Dark (24,000) 和Winny (12,000)。  Netagent 也注意到下降，但 Winny 有 51 000 个节点，Perfect Dark 有 49 000 个，Share 有 39 000 个。 

### 2016年
日本警察厅报告称，因使用文件共享软件侵犯版权而逮捕了 44 人。该公告指出，下载现在在日本是非法的。 

### 2018年
Netagent 报告进一步下降， Winny的节点数量最多，为 45,000 个，其次是 Perfect Dark，有 30,000 个，其次是 Share，有 10,000 个。 

### 2019年
一名居住在日本的韩国男子因将 YouTube 上免费提供的动漫上传到 Bittorrent 网络而被捕。  

## 延伸阅读
- 杰森·莫伊龙 (2008)。 “日本点对点”。 （页面存档备份，存于）